# Paweł Pudłowski
Paweł Patryk Pudłowski (ur. 8 lipca 1972 w Zielonej Górze) – polski przedsiębiorca, menedżer i polityk, doktor nauk ekonomicznych. Poseł na Sejm VIII kadencji, w latach 2018–2019 przewodniczący klubu poselskiego Nowoczesnej.

## Życiorys
Ukończył I Liceum Ogólnokształcące w Zielonej Górze, a następnie w 1996 studia na Akademii Ekonomicznej w Poznaniu. W ramach otrzymanego stypendium studiował w Leeds. Uzyskał certyfikat „Lean Six Sigma Black Belt”. W latach 1996–1997 pracował jako asystent na macierzystej uczelni. Odbył szkolenia biznesowe m.in. w INSEAD, Ashridge Executive Education i Harvard Business School. W 2000 na Akademii Górniczo-Hutniczej w Krakowie uzyskał stopień doktora nauk ekonomicznych w zakresie nauk o zarządzaniu na podstawie pracy zatytułowanej Strategie wprowadzenia konkurencji w sektorze gazowniczym w Polsce.
Zawodowo związany głównie z sektorem paliwowym, m.in. z grupą BP (w tym w Wielkiej Brytanii i Holandii). Był też dyrektorem zarządzającym i członkiem zarządu spółki akcyjnej Gazstal. Od stycznia do listopada 2009 był członkiem zarządu Polskich Linii Lotniczych LOT. Następnie zajmował stanowisko dyrektora w amerykańskim koncernie paliwowym Marathon Oil, gdzie uczestniczył w programie poszukiwań gazu łupkowego. Potem zajął się własną działalnością gospodarczą jako prezes zarządu spółki EnergoGas. Został prezesem spółki High Pressure Energy.
Działacz Rotary International. Prezes Fundacji Ośrodek Rozwoju Polski. Zasiadał w zarządzie Polskiego Związku Tenisowego, był prezesem Stowarzyszenia Absolwentów Akademii Ekonomicznej w Poznaniu.
W wyborach parlamentarnych w 2015 kandydował do Sejmu w okręgu lubuskim z pierwszego miejsca na liście Nowoczesnej. W tym okresie został również nominowany przez Organizację Pracodawców Ziemi Lubuskiej na „ambasadora lubuskiej gospodarki”. W wyniku głosowania uzyskał mandat posła VIII kadencji, otrzymując 16 716 głosów. W parlamencie został przewodniczącym Komisji Cyfryzacji, Innowacyjności i Nowoczesnych Technologii oraz przewodniczącym Parlamentarnego Zespołu ds. wyjaśnienia nieprawidłowości w Krajowej Spółdzielczej Kasie Oszczędnościowo-Kredytowej. Był także członkiem Komisji Gospodarki i Rozwoju. W partii Nowoczesna został przewodniczącym regionu lubuskiego. 7 grudnia 2018 wybrano go na przewodniczącego koła poselskiego tego ugrupowania, przekształconego kilka dni później w klub poselski. Bez powodzenia kandydował w wyborach do Parlamentu Europejskiego w 2019. Kilkanaście dni później, w czerwcu tego samego roku, wraz z innymi posłami Nowoczesnej przystąpił do klubu parlamentarnego PO-KO. W 2019 nie ubiegał się natomiast o poselską reelekcję.
W styczniu 2024 minister klimatu i środowiska Paulina Hennig-Kloska powołała go na stanowisko przewodniczącego rady nadzorczej Narodowego Funduszu Ochrony Środowiska i Gospodarki Wodnej. W tym samym roku został członkiem zarządu Polskiej Agencji Inwestycji i Handlu.

## Życie prywatne
Ma dwoje dzieci.